# نيدليكو يوفانوفيتش
نيدليكو يوفانوفيتش (بالسيريلية الصربية: Недељко Јовановић) مواليد 16 سبتمبر 1970 في بلغراد، هو لاعب كرة يد صربي سابق. مثل منتخب صربيا لكرة اليد. شارك في دورة الألعاب الأولمبية الصيفية سنة 2000. حقق المركز الأول في ألعاب البحر الأبيض المتوسط 1991.

## سجل المنافسة
شارك في البطولات التالية:
- بطولة أوروبا لكرة اليد للرجال 1996

## الميداليات
| الميدالية | المسابقة                           |
| --------- | ---------------------------------- |
| ذهبية     | ألعاب البحر الأبيض المتوسط 1991    |
| برونزية   | بطولة العالم لكرة اليد للرجال 1999 |
| برونزية   | بطولة العالم لكرة اليد للرجال 2001 |
| برونزية   | بطولة أوروبا لكرة اليد للرجال 1996 |

## روابط خارجية
- نيدليكو يوفانوفيتش على موقع الاتحاد الأوروبي لكرة اليد (الإنجليزية)
- نيدليكو يوفانوفيتش على موقع أوليمبيديا (الإنجليزية)